# 楹树
楹树（学名：Albizia chinensis）为豆科合欢属的植物。分布在南亚、东南亚以及中国大陆的西藏、福建、广东、云南、湖南、广西等地，生长于海拔200米至2,200米的地区，常生于旷野、谷地、林中及河溪边，目前尚未由人工引种栽培。